# 秀和建設
秀和建設株式会社（しゅうわけんせつ、SHUWA CORPORATION.）は、新潟県小千谷市に本社を置く総合建設会社（地方ゼネコン）である。

## 事業内容
- 公共工事の施工、店舗・事務所・工場の設計及び施工
- 1級建築士事務所
- 一般注文住宅（夢ハウス）の設計及び施工
- LED照明の販売・活水器の販売
- キャビネット型植物工場の企画及び販売
- 太陽光発電装置の設置

## 沿革
- 1989年（平成元年）
  - 09月 - 株式会社設立［小千谷市大字ヒ生乙912］
  - 　　　　　　　　　　[代表取締役　伴 忠雄]
  - 10月 - 建設業許可取得
- 1990年（平成02年）10月 - 社屋移転　[小千谷市三仏生3471-1]
- 1991年（平成03年）02月 - 1級建築士事務所登録
- 1997年（平成09年）
  - 10月 - 現社屋移転　[小千谷市三仏生2533]
  - 12月 - 小千谷市排水設備指定工事店
- 1999年（平成11年）04月 - (株)夢ハウス設立資本参加
- 2008年（平成20年）01月 - (株)サンエスオプテック設立資本参加
- 2012年（平成24年）12月 - 新潟事務所に名称変更
- 2017年（平成29年）09月 - 新潟事務所を移転　[新潟市中央区新光町17 日経ビル3F]
- 2022年（令和4年）
- 1月 - 代表取締役交代[代表取締役　伴 雅史]
- 12月- コットン1/2加盟

## 許認可登録
- 特定建設業　新潟県知事許可　第43769号
  - 建築/大工/左官/とび・土工/石/屋根/タイル・レンガ・ブロック/鋼構造物/鉄筋/板金/ガラス/塗装/防水/内装仕上/建具/解体
- 一般建設業　新潟県知事許可　第43769号
  - 土木/管/舗装/水道施設
- 一級建築士事務所登録　新潟県知事許可　(ホ)第3214号

## 関連会社一覧
- 株式会社サンエスオプテック